# إنذار يوليو
إنذار يوليو وثيقة سلمها السفير النمساوي المجري في بلغراد إلى وزير المالية الصربي في يوم 23 يوليو من عام 1914 بعد إغتيال الأرشيدوق النمساوي المجري فرانتس فيرديناند مع زوجته في سراييفو في يوم 28 يونيو من نفس العام على يد شاب صربي يدعى غافريلو برينسيب، وكان يعتبر هذا الإنذار بمثابة الرد النهائي من جانب الإمبراطورية النمساوية المجرية على إغتيال الأرشيدوق، واستطاعت الإمبراطورية النمساوية المجرية من التوصل إلى إتفاق في يوم 7 يوليو من نفس العام مع حليفها الرئيسي، والتي هي الإمبراطورية الألمانية، وكان الإتفاق قد جرى بدعم قوي وشديد من القوميين النمساويين المجريين وداعمي إعلان الحرب على صربيا، وينص الإتفاق على أن تقوم كلٍ من النمسا وألمانيا بإعلان الحرب على صربيا في حال رفضها للإنذار المقدم لها من النمسا، وكما هو متوقع رفضت صربيا الإنذار المقدم لها مما تسبب في إنهيار كافة العلاقات الدبلوماسية بين الإمبراطورية النمساوية المجرية وصربيا وبدء الأعمال القتالية بينهما، ما تسبب بدخول دول أخرى لهذه الحرب مثل ألمانيا والإمبراطورية الروسية وفرنسا والجبل الأسود، ما تسبب ببدء الحرب العالمية الأولى.

## أحداث أولية

### اغتيال الأرشيدوق فرانتس فيرديناند مع زوجته في سراييفو
لم تكن منطقة البلقان مستقرة أبدا بعد حربي البلقان الأولى والثانية، ومازاد الوضع سوء هو ضم الإمبراطورية النمساوية المجرية للبوسنة والهرسك إلى أراضيها بشكل رسمي في عام 1908 وقيامها بعدها بالتنويه برغبتها بضم صربيا لها، الأمر الذي أزعج السلاف الذين كانوا يعيشون في تلك المناطق وعلى رأسهم الصرب والكروات والبوشناق أو البوسنيين. إن كل هذه الأحداث أثرت على علاقات الإمبراطورية النمساوية المجرية الخارجية بشكل سلبي، وخاصة مع الدول السلافية مثل الإمبراطورية الروسية وصربيا والجبل الأسود وغيرهم، وصارت هناك رغبة بين السلافيين الذين يعيشون داخل أراضي الإمبراطورية النمساوية المجرية على التمرد والقيام بثورة أو حرب من أجل الخلاص من سيطرتها عليهم التي كانت بالنسبة لهم سيطرة استعمار لا أكثر.

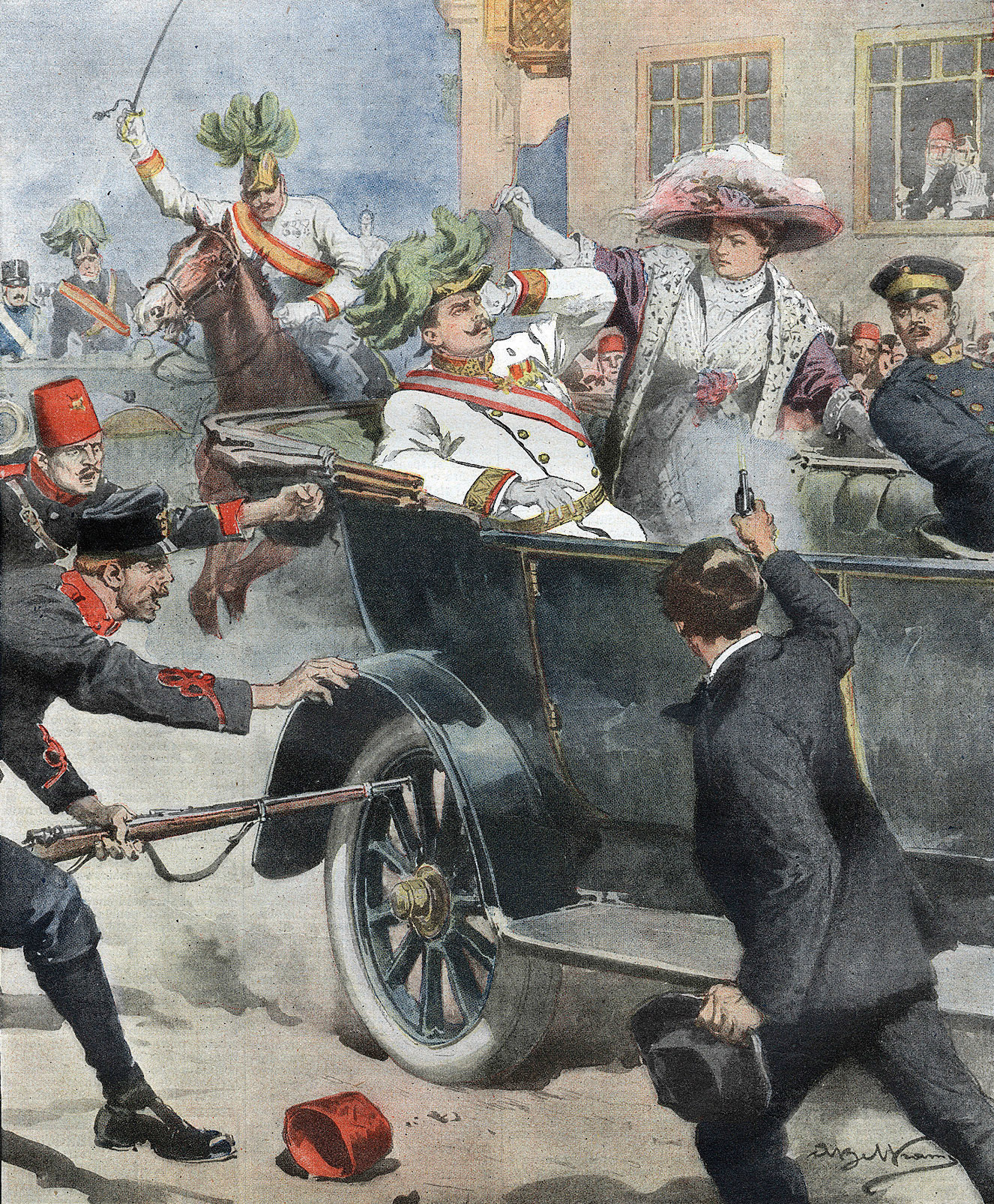
صورة تمثل لحظة إغتيال الأرشيدوق النمساوي المجري فرانتس فيرديناند مع زوجته

بعد كل هذا ظهرت منظمتين صارتا بارزتين عند صرب البوسنة والهرسك وهما منظمة البوسنة الشابة ومنظمة اليد السوداء التان صارتا من أبرز المنظمات الثورية ضد النمسا والمجر في البوسنة والهرسك، معظم من كانوا أعضاء فيها كانوا من الصرب، ولكن كان يتواجد فيها العديد من الكروات والبوشناق. وبدأت المنظتان تخططان لاغتيال ولي عهد الإمبراطورية النمساوية المجرية فرانتس فيرديناند خلال زيارته لسراييفو في شهر يونيو من عام 1914 كمحاولة لإثبات معارضة السلاف للنمسا والقيام بتوجيه صفعة موجعة لها، وهذا مافعله غارفيليو برينسيب في تمام الساعة 10:10 صباحا من يوم 28 يونيو من نفس العام عندما قام بإطلاق رصاصتين أصابتا عنق الأرشيدوق وبطن زوجته ما أدى إلى قتلهما على الفور. كانت صربيا على علم بعملية الإغتيال قبل وقوعها ولكنها لم تحرك ساكنا بل قامت بدعم المنظمات الثورية الصربية في البوسنة والهرسك بالسلاح اللازم.

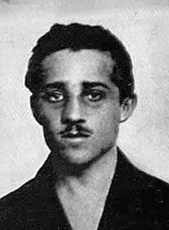
غارفيليو برينسيب في عام 1915

تم إتهام صربيا بشكل مباشر بعد عملية الإغتيال من قبل الإمبراطورية النمساوية المجرية إلا أن صربيا أنكرت صلتها بالحادثة على الرغم من وجود أدلة تشير إلى ذلك. وحدثت بعدها أزمة يوليو والتي سببت إنذار يوليو.

## أزمة يوليو
تسببت عملية الإغتيال من وقوع أعمال شغب ووقوع حالة من الفوضى في اليوم التالي لها قام خلالها الناس بتدمير ممتلكات الصرب والقيام بأعمال عنصرية ضدهم ما تسبب بمقتل صربيان وإصابة العشرات وتهجير وهروب عدد آخر منهم. وفي أثناء كل هذا كانت الأزمة الدبلوماسية بين الإمبراطورية النمساوية المجرية وصربيا في أشدها بعدما تأكدت الأولى من تورط الثانية في حادثة الإغتيال.

### الخلاف بين قادة الإمبراطورية النمساوية المجرية
خلال أزمة يوليو، لم يكن السياسيين في الإمبراطورية النمساوية المجرية متفقين حول الخطوة القادمة تجاه صربيا، لكن أغلبهم كان مؤيد لعمل عدائي ضد صربيا. كان إشتفان تيسا، رئيس وزراء المجر، يخشى من القيام بإعلان الحرب على صربيا خوفا من رد فعل السكان السلافيين الذين يشكلون نسبة كبيرة من سكان الدولة، لكن تم ممارسة التمييز ضدهم.

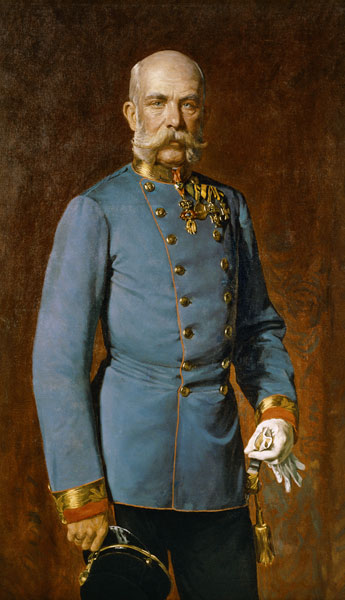
الإمبراطور النمساوي المجري فرانتس يوزف الأول

ظلت الإجتماعات تحدث حتى يوم 14 يوليو، وكان تيسا يعارض خلالها القيام بعمل مسلح ضد صربيا، وقام بإرسال وثيقة توضح موقفه. اقترح تيسا في 7 يوليو أن يتم البحث عن حل دبلوماسي للأزمة يسمح بتقوية العلاقات مع بلغاريا ورومانيا وبالتالي عزل صربيا والتي في هذه الحالة يجب أن تقبل بمطالبات النمسا والمجر.

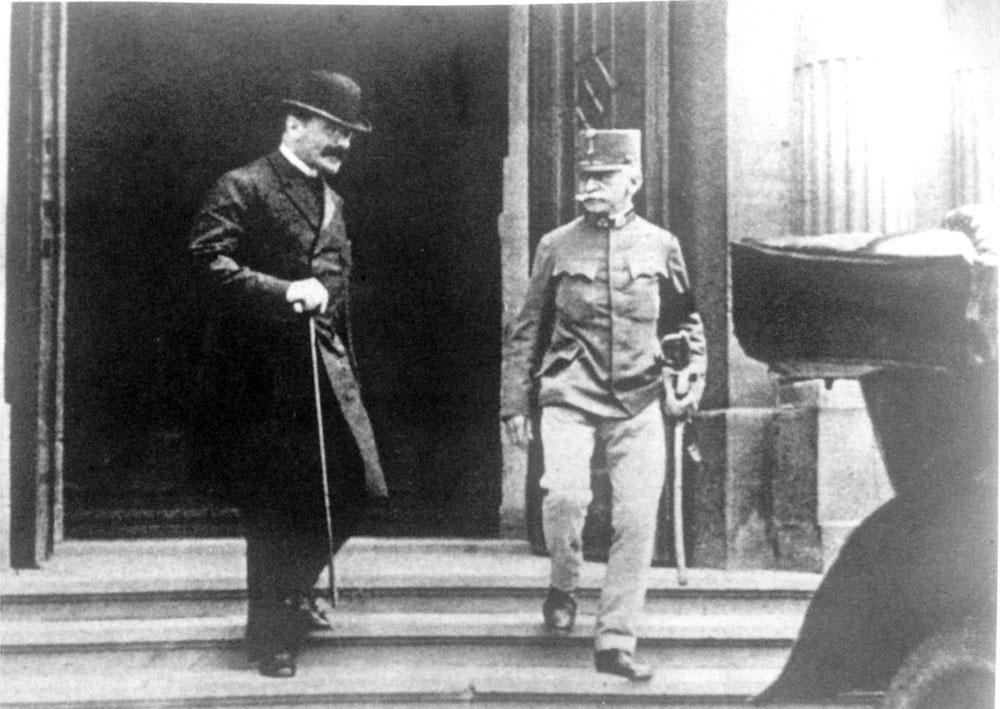
السفير الألماني يتناقش مع رئيس الوزراء المجري إشتفان تيسا في 15 يوليو من عام 1914

قام السفير الألماني في فيينا بإقناع تيسا في يوم 14 من نفس الشهر بالموافقة على إرسال وثيقة الإمبراطورية النمساوية المجرية إلى صربيا وهذا ماحدث بالفعل. في يوم 19 يوليو، تبددت مخاوف تيسا بحسب أحد أقوال مساعديه خلال جلسة مجلس الوزراء المشترك، وخلال هذه الجلسة التي كانت مدعومة من الإمبراطورية الألمانية وبحضور السفير الألماني، تم التحضير للحرب في حال حصلت والتخطيط لها، ونشر جواسيس وجمع كافة المعلومات عن صربيا وروسيا ورومانيا، وكذلك تم التحالف مع بلغاريا من خلال هذا الإجتماع.

### مملكة صربيا خلال أزمة يوليو
بعد ساعات من عملية الإغتيال، صارت صربيا هدف مهم ورئيسي بالنسبة للإمبراطورية النمساوية المجرية. تم إتهام صربيا من قبل الإمبراطورية النمساوية المجرية بأنها من يقف خلف عملية الإغتيال لكن صربيا نفت ذلك، وبحسب إعترافات عدد من الصرب الذين تم إعتقالهم في الإمبراطورية النمساوية المجرية بأن صربيا لها يد ودور كبير في عملية الإغتيال.
ومن أجل كسب ود النمسا، قامت الحكومة الصربية بإعلان الحداد لمدة 8 أسابيع لكن سرعان ماتم تخفيضها لعدة أيام. كان الشعب والشارع الصربي وعلى الرغم من إعلان الحداد داخل صربيا، فقد كانوا مبتهجين وكانوا يقيمون الاحتفالات بمناسبة الإغتيال ونفس الشيء كان يحصل بالنسبة للصحافة الصربية. كما وقامت الحكومة الصربية بتشييد إجراءات مشددة ضد القوميين المشاركين في الانتخابات التي جرت في صربيا بعد عدة أسابيع.

## الإنذار
تم تقديم الرد النمساوي المجري على إغتيال فرانز فرديناند بعد إعداده منذ 6 يوليو إلى الحكومة الصربية في 23 من الشهر نفسه في منتصف فترة ما بعد الظهر. شاركت الجهات الفاعلة النمساوية المجرية المختلفة التي تدير الإجراءات في هذه الأزمة في صياغة الوثيقة. كما تم النظر بعناية في وقت تقديمها من قبل السلطات النمساوية المجرية.

### الصياغة
عُهد بصياغة الإنذار النهائي لصربيا في 8 يوليو، تم صياغته من قبل البارون موسولين فون جوميرجي وهو دبلوماسي نمساوي-مجري معروف بأنه محرر جيد وداعم لحل الأزمة بالقوة. ركزت الوزارة على صياغة الإنذار التي سعت إلى تصميم وثيقة يمكن لصربيا قبولها إلا في المطلب السادس، والذي انتهك عن قصد وبوضوح سيادة صربيا.
بمجرد أن صار الإنذار جاهزًا، تم إرساله في 20 يوليو إلى الإمبراطور للحصول على موافقته وهذا ما فعله في صباح اليوم التالي. وفقًا للخطة المخطط لها، تم تقديمها إلى حكومة بلغراد في الساعة الخامسة من بعد ظهر يوم 23 يوليو.

### المطالب النمساوية المجرية
إن الإنذار يتألف في الواقع من وثيقتين منفصلتين: مذكرة دبلوماسية والإنذار نفسه، ويتكون الإنذار من عشرة مطالب.
احتوت مقدمة المذكرة على قائمة المظالم وتذكيرًا بوعد 1909 الصربي بالحفاظ على علاقات حسن الجوار. لم تتهم الحكومة النمساوية المجرية حكومة بلغراد بتحريض المتآمرين على اغتيال الأرشيدوق.
من جانبه، تضمن الإنذار نفسه عشرة مطالب. ثلاثة مطالب منها كانت تطالب بإنهاء الدعاية المعادية للنمسا في صربيا، وفرض حظر على الصحافة والدعاية اليوغوسلافية، وأربعة مطالب بمعاقبة المتواطئين واعتقال المسؤولين المتورطين في الاغتيال ومطلبان هما الخامس والسادس بأن تتعاون الشرطة الصربية مع السلطات النمساوية المجرية في اضطهاد الجناة وتحدثا عن إمكانية قيامهم بعمل على الأراضي الصربية، والمطلب الأخير كان يطالب بالسرعة في قبول مطالب الإمبراطورية.
عكست الوثيقة رغبة السلطات السياسية والعسكرية النمساوية المجرية في استعادة نفوذها على الدولة المجاورة التي فقدتها في عام 1903 وجعلها مرة أخرى تابعة للإمبراطورية.

### عرض الإنذار
تم الاهتمام بتقديم الإنذار وتم ذلك في الساعة السادسة بعد الظهر، عندما كان يعتقد أن القادة الفرنسيين الرئيسيين كانوا قد توجهوا بالفعل إلى روسيا. قام السفير النمساوي المجري بتسليم المذكرة إلى وزير المالية الصربي الذي كان مسؤولاً عن الشؤون الخارجية في غياب نيكولا باشتش الذي كان في مدينة نيش وقتذاك. تضمنت المذكرة كلاً من الإنذار وملحق.
احتج الوزير على المهلة المحددة للرد على الإنذار الذي اعتبره غير كاف بسبب الحملة الانتخابية لكن السفير النمساوي المجري تجاهل الشكوى. لذلك، كان أمام الحكومة الصربية 48 ساعة فقط للرد على المذكرة النمساوية المجرية بدءًا من الساعة 6 مساءً يوم 23 يوليو.

## الرد الصربي

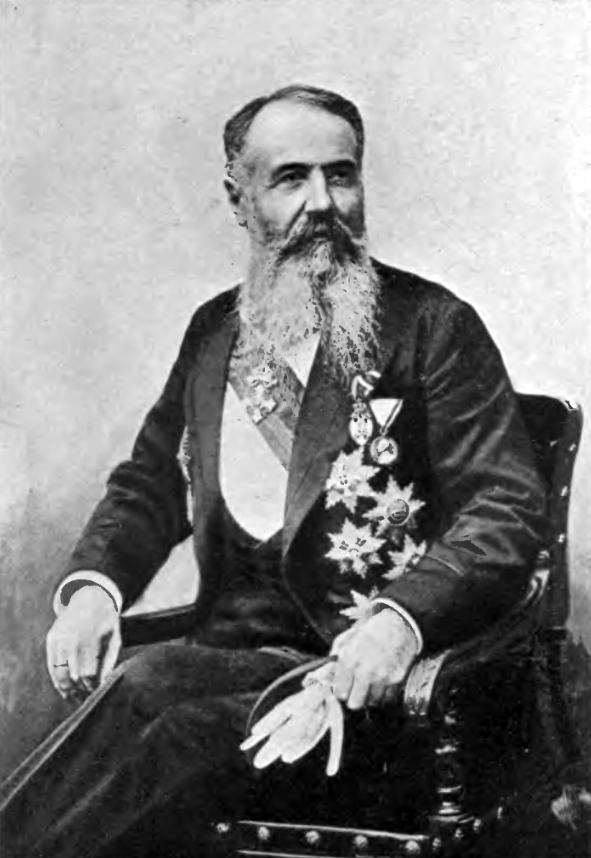
نيكولا باشتش، رئيس الحكومة الصربية خلال الأزمة

كان الرد الصربي غير واضح لكنه كان متوقع، وتم تسليم الرد في الدقائق الأخيرة إلى السفير النمساوي المجري في بلغراد، وكان الرد الصربي هو القبول الجزئي بالمطالب النمساوية المجرية، حيث تم قبول 8 مطالب من أصل 10.
رفضت صربيا مطلب النمسا الذي يطالب صربيا بالسماح للشرطة النمساوية المجرية بالتحقيق والعمل داخل الأراضي الصربية، رأى الكثيرين أن هذا الرد كان بمثابة "رفض غير مباشر" من طرف صربيا للمطالب النمساوية المجرية.

### ردود الفعل الأوروبية
أنهارت كافة العلاقات الدبلوماسية بين بلغراد وفيينا مباشرة، وأعتبرت الإمبراطورية النمساوية المجرية الرد الصربي بأنه رد غير مسؤول وكانت الأمور متوجهة نحو بدء الحرب. قامت الإمبراطورية النمساوية المجرية في 28 يوليو من نفس العام بإعلان الحرب على صربيا، الأمر الذي سبب دخول روسيا الحرب إلى جانب صربيا، وبدورها قامت ألمانيا بدخول الحرب إلى جانب النمسا، الأمر الذي سبب دخول فرنسا الحرب إلى جانب صربيا، وبعدها قامت دولة الجبل الأسود بدخول الحرب إلى جانب صربيا، لتبدأ الحرب العالمية الأولى التي إنتهت بعد أربعة سنوات من إندلاعها.